# Smart shop
Uno Smart Shop o smart drug shop è un negozio al dettaglio specializzato nella vendita di sostanze psicoattive legali, letteratura dedicata e relativi accessori.

## Descrizione e stato legale
Il nome deriva dal tipo di prodotti venduti, chiamati smart drugs (cioè "droghe furbe"), una categoria di sostanze stupefacenti e psicoattive (tra cui rientrano caffeina, teofillina, taurina, ginseng, guaranà e varie altre) che non vengono considerate illegali dalle autorità, dal momento che esse contengono solo i principi attivi delle piante da cui derivano e non parti di esse, né tantomeno la pianta per intera, il che le rende automaticamente legali e vendibili sia in Italia che nel resto d'Europa (gli smart shop sono infatti esercizi commerciali legali).
Le sostanze vendute possono essere di origine naturale come il Kratom o la Salvia divinorum o anche totalmente sintetiche come il mefedrone o il CP 47,497 che è un cannabinoide sintetico creato dalle case farmaceutiche. Negli smart shop vengono venduti inoltre tabacchi aromatizzati, accessori per fumatori, stimolanti sessuali, semi di cannabis ed attrezzature per la coltivazione (anche se quest'ultimo caso riguarda più che altro i grow shop).